# Могаш (футбольний клуб)
Групу Дешпортіву Могаш або просто Могаш (порт. Grupo Desportivo Mogas) — професіональний мозамбіцький футбольний клуб з міста Могаш.

## Історія клубу
Зараз команда виступає у вищому дивізіоні чемпіонату Мозамбіку з футболу.

## Стадіон
Зараз клуб проводить домашні матчі на стадіоні «Кампу ду Могаш»», який може вмістити до 6 000 вболівальників.

## Склад команди
| №  | Поз. | Нац.     | Гравець           |
| -- | ---- | -------- | ----------------- |
| 1  | ЗХ   | Мозамбік | Даніел Літсурі    |
| 2  | ЗХ   | Мозамбік | Сержіу Віейра     |
| 3  | ПЗ   | Мозамбік | Абель Ернешту     |
| 4  | ПЗ   | Мозамбік | Тавареш Нема      |
| 5  | ВР   | Мозамбік | Паулу Таіму       |
| 6  | ЗХ   | Мозамбік | Гуезі Каррі       |
| 94 | ЗХ   | Мозамбік | Прту Хвауе        |
| 7  | ПЗ   | Мозамбік | Жулаі             |
| 8  | ПЗ   | Мозамбік | Фернанду Саіде    |
| 11 | ЗХ   | Мозамбік | Леау Міроле       |
| 12 | ЗХ   | Мозамбік | Сезар ді Карвалью |
| 14 | НП   | Мозамбік | Кандіейру         |
| 15 | ЗХ   | Мозамбік | Жордау Жітха      |

| №  | Поз. | Нац.     | Гравець     |
| -- | ---- | -------- | ----------- |
| 9  | ЗХ   | Мозамбік | Чіссану     |
| 10 | ВР   | Мозамбік | Анібал      |
| 18 | НП   | Мозамбік | Делінью     |
| 51 | ЗХ   | Мозамбік | Футіу Касе  |
| 33 | НП   | Мозамбік | Асакау      |
| 37 | НП   | Мозамбік | Хеліборду   |
| 28 | НП   | Мозамбік | Адальберту  |
| 20 | ЗХ   | Мозамбік | Філоменья   |
| 23 | ЗХ   | Мозамбік | Марку Дунеі |
| 21 | ЗХ   | Мозамбік | Діамантінью |
| 22 | ВР   | Мозамбік | Сатар       |